# باتريسيا باتيستا دا سيلفا
باتريسيا باتيستا دا سيلفا مواليد 8 أبريل 1992 في البرازيل، هي لاعبة كرة يد برازيلية تلعب كظهير أيمن. مثلت منتخب البرازيل لكرة اليد للسيدات.

## الميداليات
| الميدالية | المسابقة                              |
| --------- | ------------------------------------- |
| برونزية   | الألعاب الأولمبية الصيفية للشباب 2010 |

## روابط خارجية
- باتريسيا باتيستا دا سيلفا على موقع الاتحاد الأوروبي لكرة اليد (الإنجليزية)
- باتريسيا باتيستا دا سيلفا على موقع أوليمبيديا (الإنجليزية)